# Gerhard Schoeller
Gerhard Georg Schoeller (* 26. Juni 1886 in Neu Kaliß; † 24. Oktober 1970) war ein deutscher Papierfabrikant.

## Leben
Gerhard Schoeller wurde als Sohn des Osnabrücker Papierfabrikanten Felix Hermann Maria Schoeller (1855–1907) geboren. Nach dem Abitur am Osnabrücker Ratsgymnasium studierte er an den Universitäten München und Freiburg und der TH Darmstadt. In Freiburg wurde er 1906 Mitglied des Corps Hasso-Borussia. 1913 wurde er Mitinhaber und kaufmännischer Leiter der Firma Felix Schoeller junior, Feinpapierfabrik in Burg Gretsch bei Osnabrück, die er zu einem international agierenden Unternehmen ausbaute. Nach dem Zweiten Weltkrieg gelang es ihm, bereits im August 1945 von den britischen Besatzungsbehörden die notwendigen Genehmigungen und Rohstoffzuteilungen zu erhalten, um den Betrieb wiederaufnehmen zu können.
Am Ersten Weltkrieg nahm Schoeller zunächst als Frontoffizier und später als Leiter der Papiersektion der Kriegsrohstoffabteilung des Kriegsministeriums teil. In der Zwischenkriegszeit war er 2. stellvertretender Präsident des Vereins Deutscher Papierfabrikanten e. V. und gehörte den Leitungsgremien weiterer branchenspezifischer Wirtschaftsverbände an. 1939 legte er seine Ämter nieder. Nach dem Zweiten Weltkrieg war er bis 1950 Präsident der Industrie- und Handelskammer Osnabrück.
Schoeller war ein Förderer des Osnabrücker Symphonieorchesters und anderer musikalischer Einrichtungen in Osnabrück.

## Auszeichnungen
- 1950: Ernennung zum Ehrensenator der TH Darmstadt.
- 1956: Verleihung des Großen Verdienstkreuzes des Verdienstordens der Bundesrepublik Deutschland
- Benennung der Gerhard-Schoeller-Straße in Osnabrück